# Valíd ibn Ubajd Alláh al-Buhturi
Abu Ubáda al-Valíd ibn Ubajd Alláh al-Buhturi (arab betűkkel أبو عبادة الوليد بن عبيد الله البحتري – Abū ʿUbāda al-Walīd ibn ʿUbayd Allāh al-Buḥturī; Manbidzs, 820 – Manbidzs, 897) arab költő.

## Élete
A Tajj törzs Tanúh ágából származott, első költeményeiben törzstársait dicsérte. Ifjúságát Manbidzs környékén nomadizáló rokonai körében töltötte, így tett szert komoly nyelvi tapasztalatra, és későbbi költészetén is végigvonul egyfajta beduin szemlélet. Szíriában figyelt fel rá a jeles költő, a szintén tajjita Abu Tammám, aki tanítványává fogadta, és pártfogolta előrejutását, miután 840-ben Bagdadba költözött. 848 körül csatlakozott al-Mutavakkil kalifa és vezírje, al-Fath ibn Hákán köréhez. Mint udvari költő főleg a kalifához írt kaszídákat, költészetével kiszolgálta az Abbászidák politikai törekvéseit. Korának számos eseményét megverselte, így azok komoly történeti forrásértékkel bírnak. Udvari költői pozícióját al-Mutavakkil és vezírje 861-ben történt legyilkolása után öt kalifa alatt is sikerült megőriznie, s csak al-Mutadid (892–902) idején kellett visszavonulnia az udvartól. Ekkor az egyiptomi uralkodóhoz, Humáravajhhoz (884–896) csatlakozott. Szülővárosában halt meg.

## Költészete
A neoklasszicista irodalmi irányzat egyik jeles alakja, költészetében az iszlámot megelőző időkre, annak hagyományaihoz nyúlt vissza. Formakincsét és kifejezésmódját tekintve sem változtatott a kaszídán, a beduin hagyományokra támaszkodó mondanivalót egyedülálló formai készségel öntötte lírába. Verseinek zöme dicsvers (madíh), amelyek hat kalifához és számos udvari előkelőséghez íródtak. Kritikusai elsősorban leírásait (vaszf) méltatták, melyekben felülmúlhatatlannak ítélték, akár természeti képeket (a tavaszt, virágos, őz járta mezőt, farkast, vihart), akár urbánus jeleneteket (pl. a kalifa utazóhajóját, medencéjét, a zarándokok számára emelt kutakat, sőt egyszer a hagyományos táborhelymaradványok helyett a ktésziphóni perzsa palota romjait) énekelt meg. 
Dívánját olykor az Aranyláncok (asz-Szalászil adz-Dzahab) címmel illetik. Később egy szintén Tanúh törzsbe tartozó jeles költő és irodalmár, Abu l-Alá al-Maarri írt kommentárt verseihez Abasz al-valíd (’A gyermek al-Valíd játéka’) címen; a címbeli szójáték arra utal, hogy Buhturi keresztneve, az al-Valíd jelentése gyermek. Emellett Abu Tammámhoz hasonlóan összeállított egy úgyszintén Hamásza címmel illetett antológiát, amely régi arab költőktől tartalmazott idézeteket, mestere hasonló műve azonban nagyobb sikert aratott.